# 穆齐耶伊特勒
穆齐耶伊特勒（法語：Mouzieys-Teulet）是法国南部-比利牛斯大区 塔恩省的一个市镇，属于阿尔比区 维莱夫朗舍达尔比热瓦县。该市镇2009年时的人口 为514人。

## 人口
穆齐耶伊特勒人口变化图示
| 数据来源：INSEE |